# Димитар Димов
Димитар Димов (болг. Димитър Димов, нар. 13 грудня 1937, Пловдив) — болгарський футболіст, що грав на позиції захисника.
Більшу частину кар'єри виступав за «Спартак» (Пловдив), з яким був чемпіоном Болгарії та володарем Кубка Радянської Армії, а також національну збірну Болгарії, у складі якої був учасником чемпіонату світу та Олімпійських ігор.

## Клубна кар'єра
У дорослому футболі дебютував 1955 року виступами за команду «Спартак» (Пловдив), в якій провів дванадцять сезонів, взявши участь у 255 матчах чемпіонату. Більшість часу, проведеного у складі пловдивського «Спартака», був основним гравцем захисту команди. З командою виборов титул чемпіона Болгарії в 1963 році, а також був віце-чемпіоном країни в 1962 році і володарем Кубка Радянської Армії в 1958 році.
Завершив ігрову кар'єру у команді «Добруджа», за яку виступав протягом 1967—1969 років. Всього у групі А провів 296 ігор та забив 9 голів (255 ігор з 8 голами за «Спартак» і 41 матч з 1 голом за «Добруджу»). Також у складі «Спартака» провів 6 матчів в Кубку європейських чемпіонів і 2 матчі у Кубку ярмарків.

## Виступи за збірну
6 грудня 1959 року дебютував в офіційних матчах у складі національної збірної Болгарії в товариській грі проти Данії (2:1).
У складі збірної був учасником чемпіонату світу 1962 року у Чилі, де зіграв в одному матчі, проти Англії (0:0), а його збірна не подолала груповий етап.
Загалом протягом кар'єри у національній команді, яка тривала 4 роки, провів у її формі 8 матчів.

## Титули і досягнення
- Чемпіон Болгарії (1):

«Спартак» (Пловдив): 1962–63
- Володар Кубка Болгарії (1):

«Спартак» (Пловдив): 1958